# Peter Payngk
Peter Diderik (rettere Dideriksen) Payngk (født ca. 1575, død 12. april 1645) var en tysk-dansk kemiker og læge.
Han skal være født i Husum. Faderen, Diderik Payngk (død 1588), der var fra samme by, var diakon i Morsum og siden sognepræst i Hersebøl, 2 sogne på Nordstrand, som gik til grunde 1634.
Sønnen studerede i udlandet, vandt den medicinske doktorgrad og skal i sin egenskab af kemiker være blevet knyttet til kejserhoffet i Prag; Rudolf 2. ophøjede ham 1602 i adelstanden eller gav ham måske snarere et våbenbrev. 1608 træffes han bosat i sin fødeby, men 1609 ansatte Christian 4. ham ved sit hof som destillerer (hofkemiker), i hvilken stilling han forblev indtil få dage før sin død, der indtraf 12. april 1645.
Mens en stor del af hans virksomhed foregik i det destillerhus, som kongen havde opført til ham ved Rosenborg, optrådte han dog også som læge. Han nød anseelse som en i sine fag særdeles dygtig mand, og han var en stærk tilhænger af Paracelsus, men i litteraturen har han ikke gjort sig bekendt. Derimod haves fra hans hånd en skreven samling af medicinske recepter og kemiske formler Han var eller blev en ret velhavende mand, der ejede sin egen gård i byen og var aktionær i det islandske handelskompagni.
1621 forlenedes han med et kanonikat i Lund. Hans enke, Cathrine Schreiber, døde 19. februar 1651.